# Erylus discastera
Erylus discastera is een sponzensoort uit de familie Geodiidae in de klasse gewone sponzen (Demospongiae).
De wetenschappelijke naam van de soort werd in 1945 gepubliceerd door Dickinson.